# Adansi
Adansi est le nom d'un groupe ethnique Akan habitant la région d'Ashanti au Ghana. La capitale des Adansi est à Fomena. Un Adansihene (roi d'Adansi) est toujours désigné. Il règne sur plusieurs villes :  Fomena, New Edubiase, Ayaase, Akrokyere (Akrokerri), Akrofuom, Bodwesango et, Dompoase. Le territoire adansi est divisé en trois territoires - Adansi Sud qui a une population de 129 325 et une superficie de 1 380 kilomètres carrés, Adansi Nord qui a une population de 235 680 habitants et une superficie de 828 kilomètres carrés et la Municipalité d'Obuasi qui compte 175 043 habitants et est la deuxième plus grande agglomération urbaine de la région d'Ashanti et la huitième plus grande agglomération urbaine du Ghana. Adansi Sud était autrefois la plus grande région productrice de cacao de la région d'Ashanti.

## Histoire

### Origine
Les informations concernant l'origine des Adansi sont parcellaires et en lien direct avec les migrations Akan. On ne connait pas avec certitude l'abusua (clan matrilinéaire) auquel correspondent les Adansi. Pour l'historien Adu Boahen, ils appartiennent au clan asona (corbeau), pour Eva Meyerowitz le royaume se crée sur les ruines du royaume d'Akyerekyere qui auraient des ancêtres migrants depuis le Niger et appartient au clan asekyere (vautour). La tradition Adansi fait quant à elle remonter ses fondateurs à l'Égypte via Tombouctou. Ces derniers auraient fui la persécution et les tentatives de conversion des musulmans sous la direction d'un chef, Ofori Okae Bodae. Ils fondent la ville d'Obonyameso à l'est de l'actuelle ville d'Obuasi. La tradition orale rapporte que c'est à ce moment que les abusua sont créés, ainsi que l'instauration de la succession matrilinéaire. De nos jours, les Adansi se déclarent appartenir au clan Ekoona (taureau).

### Royaume Adansi
À la suite de cela, l'un des descendants d'Ofori Okae Bodae, Asare Abu Nyansa, fonde la ville de Fomase, en pleine forêt, où il érige un palais en pierre. Les habitants de cette ville sont alors nommés Adansifo (constructeurs ou architectes). Les successeurs d'Abu Nyansa fondent d'autres villes et introduisent des rituels tels que l'atopere pratiquée avant et pendant l'exécution de criminels. La fondation du royaume Adansi est attribuée à la deuxième moitié du XVe siècle.
La région dans laquelle s'établissent les Adansi serait le coeur des migrations, comme le principal peuplement de la seconde vague. Selon la tradition orale, le successeur du premier souverain Adansi serait Awurade Basa et le royaume atteint alors son apogée. Son pouvoir résulte dans son rayonnement culturel et religieux plus que dans la force militaire. 
La terre Adansi s'étend de la rivière Pra au sud jusqu'à Bekwai au nord. Il est également lié au sud-ouest par la tribu Denkyera parlant le twi. 
Plusieurs institutions auraient été introduites par les Adansi, comme l'Okyeame (porte-parole) par Awurade Basa. Selon Carl Christian Reindorf, c'est grâce à son Okyeame qu'Awurade Basa parvient à établir son influence sur tous les autres immigrants. Les Adansi seraient également les initiateurs de l'architecture akan, des dwa (siège de pouvoir) et des ntahera (trompette de pouvoir).

### Chute du royaume
Selon la tradition orale Adansi, Awurade Basa déplace la capitale du royaume à Konokrom qu'il rebaptise Adansemanso. Il cherche alors à étendre l'influence du royaume vers le Sud afin de regagner des territoires passés aux mains du Royaume de Denkyira. Cela mène à un affrontement qui provoque la destruction d'Adansemanso et la chute du royaume Adansi qui devient tributaire de Denkyira en 1659.
Selon l'historien ghanéen Daaku, la puissance des Adansi est au coeur de ce qu'il nomme la Confédération Akany. Cette idée est contestée par la tradition Adansi qui considèrent que les Adansi sont avant toute chose unis autour d'un symbole d'autorité, un afena, qui en fait un royaume culturel et spirituel et aucunement militaire. Selon Gérard Pescheux, cette caractéristique serait la cause fondamentale de la chute du royaume au profit de l'émergence d'une nouvelle hégémonie Denkyira.
Le royaume Adansi est davantage perçu comme une organisation tribale que comme un État, cependant il s'agit du précurseur à la formation de grands royaumes durant la seconde moitié du XVIIe siècle. Ainsi, le royaume Adansi pourrait porter les fondations culturelles et religieuses de l'ensemble des États Akans ultérieurs, et en particulier celui de Denkyira et de lEmpire Ashanti.

## Obuasi
Obuasi est une ville du sud de la région d'Ashanti et est la capitale de la municipalité d'Obuasi, un district situé au sud de Kumasi dans la région d'Ashanti. Obuasi est la deuxième plus grande agglomération urbaine de la région d'Ashanti et la huitième agglomération la plus peuplée en termes de population, avec une population de 168 641 personnes, selon le recensement de la population et du logement de 2010 au Ghana. C'est la plus grande colonie du peuple Adansi.
Située sur la ligne de chemin de fer de Kumasi à Sekondi, elle est connue pour sa mine d'or d'Obuasi, aujourd'hui l'une des neuf plus grandes sur Terre, l'or étant extrait sur le site depuis au moins le XVIIe siècle.

## Tradition
Selon la tradition orale, la formation du concept sociétal d'abusua découle d'un mythe entourant un okyeame (porte-parole ou émissaire) adansi, Abu, qui aurait commis une importante transgression. Les sociétés étant à l'époque patrillinéaires, il demande à ses enfants de payer l'amende, mais ces derniers refusent et réclament l'aide de leur mère qui demande à son clan de prendre en charge l'amende. En signe de reconnaissance, Abu transfère à la fin de sa vie son héritage à la mère de ses enfants et d'autres chefs l'imitent par la suite. Le mythe originel fait état de l'origine du système abusua et de la transition d'un mode de succession patrilinéaire en un mode de succession matrillinéaire. La tradition Adansi conforte cette version et précise l'identité du personnage qui serait le troisième Adansihene (chef Adansi) Asare Abu Nyansa.